# Ralph Senensky
Ralph Senensky est un réalisateur et scénariste américain né le 1er mai 1923 à Mason City, dans l'Iowa (États-Unis).

## Biographie
Ralph Senensky a participé à la série Star Trek en tant que réalisateur dans Star Trek: The Original Series. Étant centenaire, il est considéré comme étant le doyen de Star Trek.
Avec la mort de Robert Butler le 3 novembre 2023, Senensky est la dernière personne survivante à avoir réalisé un épisode de Star Trek (1966),.

## Filmographie
- 1958 : Naked City (série TV)
- 1961 : Le Jeune Docteur Kildare ("Dr. Kildare") (série TV)
- 1962 : The Nurses (série TV)
- 1963 : Kraft Suspense Theatre - 3 épisodes (série TV)
- 1964 : The Nurses - 2 épisodes (série TV)
- 1969 : Then Came Bronson (série TV)
- 1970 : Double Jeopardy (TV)
- 1970 : Nanny et le professeur ("Nanny and the Professor") (série TV)
- 1970 : Dan August (série TV)
- 1970 : The Partridge Family (série TV)
- 1971 : Getting Together (série TV)
- 1972 : Search (série TV)
- 1973 : Barnaby Jones (série TV)
- 1973 : A Dream for Christmas (TV)
- 1974 : The Family Kovack (TV)
- 1974 : Death Cruise (TV)
- 1975 : Jeremiah of Jacob's Neck
- 1975 : The Family Nobody Wanted (TV)
- 1975 : The Family Holvak (série TV)
- 1975 : The Blue Knight (série TV)
- 1977 : Huit, ça suffit ! ("Eight Is Enough") (série TV)
- 1978 : Harper Valley P.T.A. (en)
- 1978 : The New Adventures of Heidi (TV)
- 1979 : Pour l'amour du risque ("Hart to Hart") (série TV)
- 1981 : Dynastie ("Dynasty") (série TV)
- 1981 : Big Bend Country (TV)
- 1984 : Paper Dolls ("Paper Dolls") (série TV)